# Podocarpus monteverdeensis
Podocarpus monteverdeensis là một loài thực vật hạt trần trong họ Thông tre. Loài này được de Laub. miêu tả khoa học đầu tiên năm 1990 publ. 1991.